# Tertullos
Tertullos (gr. Τέρτυλλος, forma zdrobniała od Tercjusz) – według Dziejów Apostolskich retor, który w imieniu arcykapłana Ananiasza i starszych żydowskich oskarżał św. Pawła przed rzymskim prokuratorem Judei Antoniuszem Feliksem (Dz 24,1). W swoim wystąpieniu użył wobec pierwszych chrześcijan określenia Nazoraioi, czyli „nazarejczycy” (Dz 24,5), oskarżając ich o buntowanie się przeciwko władzy rzymskiej i chęć zniszczenia Świątyni.
Nie jest znana narodowość i wyznanie Tertullosa. Niektórzy komentatorzy uważają go za zhellenizowanego Żyda. Mógł być jednak także Grekiem lub rodowitym Rzymianinem – nieznający prawa rzymskiego Żydzi występując przed urzędnikami Imperium często korzystali z usług zawodowych prawników.
Uwagę badaczy zwraca rozbudowana w mowie oskarżycielskiej Tertullosa część związana z pozyskiwaniem sobie życzliwości Feliksa.